# Isaac Hayden
Isaac Hayden (Chelmsford, 22 maart 1995) is een Engels voetballer die doorgaans als centrale verdediger speelt. Hij tekende in juli 2016 een contract tot medio 2021 bij Newcastle United, dat hem overnam van Arsenal. Voor het seizoen 2023/24 wordt hij uitgeleend aan Standard Luik.

## Clubcarrière
Hayden speelde in de jeugd van Southend United tot hij die in 2013 verruilde voor die van Arsenal. Hiervoor debuteerde hij op 25 september 2013 in het betaald voetbal, tijdens een wedstrijd in het toernooi om de League Cup tegen West Bromwich Albion. Hij mocht meteen in de basiself starten. Na 83 minuten werd hij vervangen door mede-debutant Kristoffer Olsson.
Een competitiedebuut bleef uit en na een seizoen 2014/15 waarin hij wederom één wedstrijd speelde in de League Cup, verhuurde Arsenal Hayden gedurende het seizoen 2015/16 aan Hull City. Daarvoor speelde hij dat jaar achttien wedstrijden in de Championship. Middels een vierde plaats en overwinningen op Derby County en Sheffield Wednesday in de play-offs promoveerden zijn ploeggenoten en hij naar de Premier League.
Hayden tekende in juli 2016 een contract tot medio 2021 bij Newcastle United, dat in het voorgaande seizoen juist degradeerde uit de Premier League.

## Interlandcarrière
Hayden kwam uit voor meerdere Engelse nationale jeugdelftallen.